# Hepburnovo prečrkovanje
Hepburnovo prečrkovanje je sistem zapisa japonskega jezika v latinici, ki ga je uvedel ameriški misijonar na Japonskem James Curtis Hepburn. Prvič ga je uporabil leta 1867, v svojem japonsko-angleškem slovarju. Danes je to najbolj razširjen način prečrkovanja japonščine in ga veliko uporabljajo tudi japonske vladne službe in večje japonske družbe. Tako japonske železnice za prečrkovanje imen železniških postaj in imen vlakov uporabljajo prav Hepburnovo prečrkovanje.

## Značilnosti Hepburnovega prečrkovanja
Najbolj značilno za Hepburnovo prečrkovanje je, da za zapis japonskih besed uporablja angleška fonetična pravila. Tako se na nekaterih mestih sicer oddaljuje od pravil japonskega zapisa, po drugi strani pa je zato lažje berljiv za bralce, ki ne poznajo japonskega jezika in zapisov besed, so pa zato seznanjeni z angleškimi pravili zapisovanja besed. Zaradi rabe angleških zapisov je Hepburnovo prečrkovanje na Japonskem sprva naletelo na določeno stopnjo odpora, in kmalu (1885) se je razvil tudi drug način prečrkovanja japonščine, tako imenovani nihonšiki (日本式, hepburn: nihonshiki, dobesedno: japonski način), iz katerega se je kasneje (1937) razvil še kunreišiki (訓令式, hepburn: kunreishiki, dobesedno: način po vladnem ukazu). Ta dva se v prečrkovanju bolj dosledno držita japonskega načina zapisovanja besed.
Hepburnovo prečrkovanje se je skozi čas spreminjalo. Prvo prečrkovanje, ki ga je uporabljal Hepburn v svojih slovarjih, poznamo danes pod imenom tradicionalno Hepburnovo prečrkovanje. Temu je kasneje sledilo tako imenovano prirejeno Hepburnovo prečrkovanje. Zaradi problemov zapisa znakov, kot je recimo »ō« na računalnikih, je zadnje čase precej razširjeno tudi tako imenovano poenostavljeno Hepburnovo prečrkovanje. Poenostavljeno Hepburnovo prečrkovanje se uporablja tudi za večino splošnih pojmov, ki izvirajo iz japonskega jezika.

### Zapis dolgih samoglasnikov
V tradicionalnem in prirejenem Hepburnovem prečrkovanju se dolgi samoglasniki zapisujejo s črtico. Tako se recimo dolgi »o« zapiše kot »ō«.
V poenostavljenem Hepburnovem prečrkovanju te razlike ni. Zapis »o« lahko pomeni dolgi ali kratki samoglasnik.

### Zapis zlogovnega »n«
Zlogovni »n« (ん) se lahko izgovarja na tri različne načine, odvisno od okolja, v katerem je. Tako se lahko izgovori kot »n« (recimo v besedi »Nihonkai«, Japonsko morje), kot »m« (recimo v besedi »Nihombaši«, ime predela Tokia) ali kot nazalni »ŋ« (recimo v besedi »Nihon«, Japonska).
Tradicionalno Hepburnovo prečrkovanje razliko med temi tremi izgovorjavami zapisuje z »n«, »m« in »n'«. V prirejenem Hepburnovem prečrkovanju se zapis »m« ne uporablja več, v poenostavljenem pa izgine tudi zapis »n'« za »ŋ«.

### Podvojeni soglasniki
Podvojeni soglasniki, ki jih v japonščini označuje predhodni znak »っ«, se v vseh načinih Hepburnovega prečrkovanja zapisujejo s podvojenim soglasnikom, kot recimo v krajevnih imenih »Hokkaido« ali »Saporo«. Izjema so zlogi sh→ssh, ch→tch, ts→tts.

### Zapis nekaterih členkov
V japonščini je nekaj slovničnih členkov, ki so s časom spremenili izgovorjavo, zapisujejo pa se še na prvotni način. V primeru teh členkov sledi Hepburnovo prečrkovanje izgovorjavi, ne zapisu. Tako se zlog »he« (へ), kadar je rabljen kot členek, zapiše kot »e«, zlog »ha« (は) v členkovni rabi kot »wa« in zlog »o« (を) v členkovni rabi kot »wo«.

## Hepburnove prečrkovalne tabele

### Hiragana
| あ a  | い i    | う u    | え e  | お o  | (ya)      | (yu)      | (yo)      |
| ----- | ------- | ------- | ----- | ----- | --------- | --------- | --------- |
|       |         |         |       |       |           |           |           |
| か ka | き ki   | く ku   | け ke | こ ko | きゃ kya  | きゅ kyu  | きょ kyo  |
| さ sa | し shi  | す su   | せ se | そ so | しゃ sha  | しゅ shu  | しょ sho  |
| た ta | ち chi  | つ tsu  | て te | と to | ちゃ cha  | ちゅ chu  | ちょ cho  |
| な na | に ni   | ぬ nu   | ね ne | の no | にゃ nya  | にゅ nyu  | にょ nyo  |
| は ha | ひ hi   | ふ fu   | へ he | ほ ho | ひゃ hya  | ひゅ hyu  | ひょ hyo  |
| ま ma | み mi   | む mu   | め me | も mo | みゃ mya  | みゅ myu  | みょ myo  |
| や ya |         | ゆ yu   |       | よ yo |           |           |           |
| ら ra | り ri   | る ru   | れ re | ろ ro | りゃ rya  | りゅ ryu  | りょ ryo  |
| わ wa | ゐ i    |         | ゑ e  | を wo |           |           |           |
|       |         |         |       | ん n  |           |           |           |
|       |         |         |       |       |           |           |           |
| が ga | ぎ gi   | ぐ gu   | げ ge | ご go | ぎゃ gya  | ぎゅ gyu  | ぎょ gyo  |
| ざ za | じ ji   | ず zu   | ぜ ze | ぞ zo | じゃ ja   | じゅ ju   | じょ jo   |
| だ da | ぢ (ji) | づ (zu) | で de | ど do | ぢゃ (ja) | ぢゅ (ju) | ぢょ (jo) |
| ば ba | び bi   | ぶ bu   | べ be | ぼ bo | びゃ bya  | びゅ byu  | びょ byo  |
| ぱ pa | ぴ pi   | ぷ pu   | ぺ pe | ぽ po | ぴゃ pya  | ぴゅ pyu  | ぴょ pyo  |

Znaki v rdeči se v moderni japonščini ne uporabljajo več.

### Standardnakatakana
| ア a  | イ i    | ウ u    | エ e  | オ o  |           |           |           |
| カ ka | キ ki   | ク ku   | ケ ke | コ ko | キャ kya  | キュ kyu  | キョ kyo  |
| サ sa | シ shi  | ス su   | セ se | ソ so | シャ sha  | シュ shu  | ショ sho  |
| タ ta | チ chi  | ツ tsu  | テ te | ト to | チャ cha  | チュ chu  | チョ cho  |
| ナ na | ニ ni   | ヌ nu   | ネ ne | ノ no | ニャ nya  | ニュ nyu  | ニョ nyo  |
| ハ ha | ヒ hi   | フ fu   | ヘ he | ホ ho | ヒャ hya  | ヒュ hyu  | ヒョ hyo  |
| マ ma | ミ mi   | ム mu   | メ me | モ mo | ミャ mya  | ミュ myu  | ミョ myo  |
| ヤ ya |         | ユ yu   |       | ヨ yo |           |           |           |
| ラ ra | リ ri   | ル ru   | レ re | ロ ro | リャ rya  | リュ ryu  | リョ ryo  |
| ワ wa | ヰ i    |         | ヱ e  | ヲ wo |           |           |           |
|       |         |         |       | ン n  |           |           |           |
| ガ ga | ギ gi   | グ gu   | ゲ ge | ゴ go | ギャ gya  | ギュ gyu  | ギョ gyo  |
| ザ za | ジ ji   | ズ zu   | ゼ ze | ゾ zo | ジャ ja   | ジュ ju   | ジョ jo   |
| ダ da | ヂ (ji) | ヅ (zu) | デ de | ド do | ヂャ (ja) | ヂュ (ju) | ヂョ (jo) |
| バ ba | ビ bi   | ブ bu   | ベ be | ボ bo | ビャ bya  | ビュ byu  | ビョ byo  |
| パ pa | ピ pi   | プ pu   | ペ pe | ポ po | ピャ pya  | ピュ pyu  | ピョ pyo  |

Znaki v rdeči se v moderni japonščini ne uporabljajo več.

### Razširjena katakana
Ti znaki se uporabljajo za zapis zvokov v drugih jezikih. Večina jih ni standardiziranih in nekateri se uporabljajo le redko.
|          |          |          | イェ ye  |          |
|          | ウィ wi  |          | ウェ we  | ウォ wo  |
| ヷ va    | ヸ vi    |          | ヹ ve    | ヺ vo    |
| ヴァ va  | ヴィ vi  | ヴ vu    | ヴェ ve  | ヴォ vo  |
|          |          |          | シェ she |          |
|          |          |          | ジェ je  |          |
|          |          |          | チェ che |          |
|          | ティ ti  | トゥ tu  |          |          |
|          |          | テュ tyu |          |          |
|          | ディ di  | ドゥ du  |          |          |
|          |          | デュ dyu |          |          |
| ツァ tsa | ツィ tsi |          | ツェ tse | ツォ tso |
| ファ fa  | フィ fi  |          | フェ fe  | フォ fo  |
|          |          | フュ fyu |          |          |

## Primerjava s slovenjenjem po Slovenskem pravopisu
Slovenjenje japonskega besedišča po Slovenskem pravopisu je še najbližje preslikavi poenostavljenega Hepburnovega prečrkovanja v slovenski zapis. Tako se zlogi, ki se po Hepburnovem prečrkovanju zapisujejo kot »sha«, »cha«, »tsu«, »wa« ali »ya« po Slovenskem pravopisu zapisujejo kot »ša«, »ča«, »cu«, »va« ali »ja«. Zapis zlogov, ki se po Hepburnovem prečrkovanju zapisujejo s črko »j«, recimo »ja«, v Slovenskem pravopisu niso natančneje opredeljeni, in se pojavljajo v slovenskih virih kot »ja« ali »dža«. Zapis po Slovenskem pravopisu ne razlikuje med dolgimi ali kratkimi samoglasniki, med navadnimi in podvojenimi soglasniki ali med zapisi, ki bi označevali različna branja zlogovnega »n«.